# Карлос Банто Суарес
Карлос Банто Суарес (ісп. Carlos Banteux Suarez, нар. 13 жовтня 1986) — кубинський боксер, срібний призер Олімпіади 2008, чемпіон Панамериканських ігор 2011.

## Любительська кар'єра
Перший міжнародний успіх прийшов до Банто в 2004 році, коли він переміг на молодіжному чемпіонаті світу. Але через велику конкуренцію в кубинській команді рідко потрапляв на міжнародні турніри.

### Кубок світу 2005 (командний)
(кат. до 64 кг)
- Програв Канату Оракбаєву (Казахстан) — 36-44
- Програв Олегу Коміссарову (Росія) — 25-30

Завдяки вдалим виступам 2008 року отримав право на участь в Олімпійських іграх 2008.

### Виступ на Олімпіаді 2008
(кат. до 69 кг)
- У другому раунді змагань переміг Біллі Джо Сондерса (Велика Британія) — 13-6
- У чвертьфіналі переміг Хуссейну Бакр Абдін (Єгипет) — 10-2
- У півфіналі переміг Ханаті Силаму (Китай) — 17-4
- У фіналі програв Бакиту Сарсекбаєву (Казахстан) — 9-18

### Кубок світу 2008 (індивідуальний)
- В чвертьфіналі переміг Дмитра Іванова (Росія) — 14-2
- В півфіналі переміг Джека Кулкая (Німеччина) — 15-4
- У фіналі переміг Ділшода Махмудова (Узбекистан) — 15-4

У 2011 році Банто здобув перемогу на Панамериканських іграх, але не пройшов відбір на Літні Олімпійські ігри 2012.